# جهانكير جهانكيروف
جهانكير شيركاست أوغلو جهانكيروف (20.06.1921 – 25.03.1992) هو ملحن، ومعلم، وقائد جوقة أذربيجاني.
فنان الشعب أذربيجاني (1963).

## حياته
ولد الفنان جهانكير شيركاست أوغلو جهانكيروف في باكو، منطقة بالاخاني، تاريخ 20 يونيو، عام 1921.
درس في مدرسة الموسيقى باكو باسم ملحن أذربيجاني مشهور عاسف زينلى وفي معهد دولة أذربيجان، عام 1951.
جلب جهانكير جاهانكيروف مهنة جوقة التي أدلى بها عزير حجيبكوف على القمة.تولى موسيقى جوقة مكانا رئيسيا في إبداعه.
توفي في مارس، عام 1992. دفن في اممشى الفخري.

## إبداعه
هو مؤلفه قصيدة سمفونية - فوكال "على الجانب الآخر من أراز"(1949), كنتاتة "أغنية حول الصداقة" (1956), "فضولى"(1959), "نسيمي" (1973), أوراتوريو " حسين جافيد 59", «صابر»(1962) "فوز كبير" (1985), واوبيرا "أزاد" (1957), مثير المغني"(1978) وأعمال أخرى.
تتألف جاهانكيروف قصيدة سيمفونية - فوكال «على جانب أراز» ولهذا العمل كانت تمنح جائزة الدولة السوفيتية، عام 1949.
في عام 1962, تتألف أوراتوريو «صابر» للجوق والأوركسترا السمفونية بصدد الذكرى المئوية لميرزا على اكبار صابر.
بالإضافة إلى ذلك، الملحن تتألف الموسيقى لأفلام، «كوروغلي»، «الكتيبة غير المهجورة».

### الأوبرة
- «أزاد» (1957)
- «مصير المغني» (1979)
- قصيدة سمفونية - فوكال «على الجانب الآخر من أراز»(1949)

### متتابعة
- «صداقة الشعوب» (1954)
- كنتاتة «فضولي» (1959)
- وراتورية «صابر» (1963)
- أغنية «قرباغ» (1968)- على غنائها مغني مشهورة أذربيجانية شوكات علاكباروفا في فلم «الجولة في قرباغ».

## جوائزه
- وسام الراية الحمراء من حزب العمال (09.06.1959)
- جائزة الاتحاد السوفيتي الحكومية (1950), وفقا لقصيدة سيمفونية «على الجانب الآخر من أراز» (1949)
- فنان الشعب لجمهورية أذربيجان الاشتراكية السوفيتية (1964)

## وصلات خارجية
- جهانكير جهانكيروف على موقع IMDb (الإنجليزية)

https://www.youtube.com/watch?v=_fZuKvJo5to
https://www.youtube.com/watch?v=HQmjBMFiudg